# اوپپونی
اوپپونی (به مجاری: Uppony) یک شهرداری در مجارستان است که در ناحیه اوزد واقع شده‌است. اوپپونی ۱۲٫۸۱ کیلومتر مربع مساحت و ۳۵۸ نفر جمعیت دارد.